# Au-delà du silence
Pour plus de détails, voir Fiche technique et Distribution.
Au-delà du silence (Jenseits der Stille) est un film dramatique musical allemand coécrit et réalisé par Caroline Link, sorti en 1996.

## Synopsis
Le film suit l'histoire de Lara en deux parties successives, tout d'abord dans son enfance (la jeune Lara est interprétée par Tatjana Trieb pendant toute la première moitié du film) puis à ses 18 ans (Sylvie Testud interprète alors le personnage de Lara arrivant dans l'âge adulte).
Alors que les parents de Lara sont tous deux sourds, leur fille entendante est leur lien avec le monde : Lara sert d'interprète à ses parents dans les situations pratiques de la vie, comme à la banque ou plus absurde et drôle, aux réunions parents-professeurs de son école.
Un jour, pour Noël, sa tante Clarissa, passionnée de musique, lui fait cadeau d'une clarinette, et Lara commence à découvrir le monde de la musique, que ses parents ne peuvent connaître. À mesure qu'elle devient une grande clarinettiste, elle commence à se détacher de son enfance et à développer ses propres rêves d'indépendance : aller étudier la musique au conservatoire de Berlin.

## Fiche technique
- Titre original : Jenseits der Stille
- Titre international : Beyond Silence
- Titre français : Au-delà du silence
- Réalisation : Caroline Link
- Scénario : Caroline Link et Beth Serlin
- Costumes : Katharina von Martius
- Photographie : Gernot Roll
- Son : Andreas Wölki
- Montage : Patricia Rommel
- Musique : Niki Reiser
- Production : Jakob Claussen, Thomas Wöbke et Luggi Waldleitner
- Société de production : Arte, Claussen & Wöbke Filmproduktion, Roxy Film et Schweizer Fernsehen
- Pays d'origine :  Allemagne
- Langue originale : allemand, langue des signes allemande, anglais et espagnol
- Format : couleur - 1.85 : 1 (Eastmancolor)
- Genre : drame musical
- Durée : 109 minutes
- Dates de sortie :
  - Allemagne : 19 décembre 1996
  - Belgique : 6 mai 1998
  - France : 2 avril 1999 (diffusion télévisée sur Arte[1])

## Distribution
- Sylvie Testud (VF : Elle-même) : Lara
- Tatjana Trieb (VF : Adeline Chetail) : Lara enfant
- Howie Seago : Martin, le père sourd de Lara
- Emmanuelle Laborit : Kai, la mère sourde de Lara
- Sibylle Canonica (en) (VF : Pauline Larrieu) : Clarissa, soeur de Martin et tante de Lara
- Matthias Habich (VF : Georges Claisse) : Gregor, oncle de Lara
- Alexandra Bolz : Marie, soeur de Lara
- Hansa Czypionka : Tom
- Doris Schade : Lilli
- Birge Schade : fräulein Mertens

Adaptation française (doublage et sous-titrage) : Murphilm et Boulevard des Productions pour ARTE G.E.I.E.

## Distinctions

### Récompenses
- Deutscher Filmpreis 1997 :
  - Meilleure actrice (Sylvie Testud)
  - Meilleure musique.
- Bayerischer Filmpreis 1997 :
  - Meilleure réalisation
  - Meilleure musique.
- Tokyo International Film Festival 1997 : Grand Prix

### Nominations
- Deutscher Filmpreis 1997 :
  - Meilleur film
  - Meilleure réalisation
  - Meilleur second rôle (Emmanuelle Laborit)
- Cérémonie des Oscars 1998 : Meilleur film étranger